# Aeropuerto Internacional de St. Catherine
El Aeropuerto Internacional de St. Catherine (IATA: SKV, OACI: HESC) es un aeropuerto que da servicio a St. Catherine (o St. Katherine), una ciudad de Egipto. Se encuentra al noroeste de la ciudad, cerca del Monte Sinaí en la Península del Sinaí.
En 2008, el aeropuerto atendió a 752 pasajeros (-23.2% vs. 2007).